# Jon Brown
Jonathan Michael (Jon) Brown (Bridgend, 27 februari 1971) is een voormalige Britse marathonloper en Europees recordhouder op de 15 km. Hij nam driemaal deel aan de Olympische Spelen, maar won hierbij geen medailles.

## Loopbaan
Op 25-jarige leeftijd maakte hij zijn olympisch debuut op de Olympische Spelen van Atlanta. Met een tijd van 27.59,72 werd hij tiende op de 10.000 m. Deze wedstrijd werd gewonnen door Haile Gebrselassie in 27.07.34. In 1998 liep Brown in Brussel op de Memorial Van Damme het Britse record op de 10.000 m in een tijd van 27.18,14. 
Op de Olympische Spelen van 2000 in Sydney greep hij net naast een medaille met een vierde plaats op de marathon in een tijd van 2:11.17. Vier jaar later overkwam hem dit op de Olympische Spelen van Athene opnieuw met een tijd van 2:12.26.
In 2005 behaalde Jon Brown met een tijd van 2:13.29 een negende plaats op de New York City Marathon. Dit jaar liep hij ook een persoonlijk record op de marathon in een tijd van 2:09.31 in Londen.

## Titels
- Europees kampioen veldlopen - 1996
- Brits kampioen 5000 m - 1993
- Brits AAA-kampioen 5000 m - 1993
- Brits kampioen marathon - 2004, 2005

## Persoonlijke records
Baan
| Onderdeel | Prestatie            | Datum            | Plaats    |
| --------- | -------------------- | ---------------- | --------- |
| 5000 m    | 13.19,03             | 5 augustus 1998  | Stockholm |
| 10.000 m  | 27.18,14 (nat. rec.) | 28 augustus 1998 | Brussel   |

Weg
| Onderdeel      | Prestatie  | Datum            | Plaats     |
| -------------- | ---------- | ---------------- | ---------- |
| 5 km           | 13.43      | 15 oktober 1995  | Providence |
| 10 km          | 28.05      | 17 oktober 1991  | Barnsley   |
| 15 km          | 42.39 (AR) | 26 februari 1994 | Tampa      |
| halve marathon | 1:03.53    | 27 juni 2004     | Vancouver  |
| marathon       | 2:09.31    | 17 april 2005    | Londen     |

## Prestaties

### 5000 m
- 1993:  Britse kamp. - 13.39,68
- 1993:  Britse (AAA-)kamp. - 13.35,67
- 1994:  Goodwill Games - 13.24,79
- 1995:  Britse (AAA-)kamp. - 13.37,83
- 1998:  Britse (AAA-)kamp. - 13.41,72

### 10.000 m
- 1996:  Britse (AAA-)kamp. - 28.21,40
- 1996: 10e OS - 27.59,72
- 1998: ? Memorial Van Damme - 27.18,14

### 10 Engelse Mijl
- 2006:  Great South Run - 47.19

### halve marathon
- 2008: 7e halve marathon van Egmond - 1:06.16

### marathon
- 1997: 9e Chicago Marathon - 2:10.13
- 1998: 8e marathon van Londen - 2:11.11
- 1999: 4e marathon van Londen - 2:09.44
- 2000: 4e OS - 2:11.17
- 2001: 6e New York City Marathon - 2:11.24
- 2004: 15e marathon van Londen - 2:13.39 ( Britse kamp.)
- 2004: 4e OS - 2:12.26
- 2005: 6e marathon van Londen - 2:09.31 ( Britse kamp.)
- 2005: 9e New York City Marathon - 2:13.29
- 2006: 7e marathon van Fukuoka - 2:11.46
- 2008: 9e marathon van Fukuoka - 2:12.27

### veldlopen
- 1995: 6e EK - 26.56
- 1996:  EK - 32.37
- 1999:  EK - 33.32
- 1999:  EK landenklassment